# タムディエップ
タムディエップ（ベトナム語：Thành phố Tam Điệp / 城庯三疊?）は、ベトナム北部の紅河デルタ地帯に位置するニンビン省の都市。人口 104,175 人（2015年）、面積 104.98 平方キロメートル。

## 行政区画
以下の6坊3社から構成される。
- バクソン坊（Bắc Sơn / 北山）
- ナムソン坊（Nam Sơn / 南山）
- タンビン坊（Tân Bình / 新平）
- タイソン坊（Tây Sơn / 西山）
- チュンソン坊（Trung Sơn / 中山）
- イエンビン坊（Yên Bình / 安平）
- ドンソン社（Đông Sơn / 東山）
- クアンソン社（Quang Sơn / 光山）
- イエンソン社（Yên Sơn / 安山）